# Im Wartesaal zum großen Glück
«Im Wartesaal zum großen Glück» —[ɪm ˈvaʁtəˌzaːl tsʊm ˈɡʀoːsn̩ ɡlʏk]; en español: «En la sala de espera a la gran felicidad»— es una canción compuesta e interpretada en alemán por Walter Andreas Schwarz. Se lanzó como sencillo en 1958 mediante Ariola Records. Fue elegida para representar a Alemania en el Festival de la Canción de Eurovisión de 1956 tras ganar la final nacional alemana, Schlager & Chansons.

## Festival de la Canción de Eurovisión 1956

### Selección
Esta canción participó en la final nacional para elegir al representante alemán del Festival de la Canción de Eurovisión de 1956, celebrada el 1 de mayo de ese año en la ciudad de Colonia. Fue presentado por Heinz Piper. Un jurado se encargó de elegir las dos mejores canciones. La canción fue interpretada como «Das lied vom großen glück», y se declaró ganadora de la final junto a «So geht das jede Nacht».
Entre los participantes de la final nacional se encontraban dos futuras representantes del país (Margot Hielscher en 1957 y 1958 y Margot Eskens en 1966) y Lys Assia, ganadora del Festival de Eurovisión ese mismo año.

### En el festival
Esta canción fue la primera canción alemana en representar al país en el certamen. Participó en el festival celebrado en el Teatro Kursaal de Lugano el 24 de mayo de 1956, siendo interpretada por el cantante alemán Walter Andreas Schwarz. La orquesta fue dirigida por Fernando Paggi.
Fue interpretada 4.ª, siguiendo a Bélgica con Fud Leclerc interpretando «Messieurs les noyés de la Seine» e precediendo a Francia con Mathé Altéry interpretando «Le temps perdu». El resultado de las votaciones no fue revelado, por lo que se desconoce en qué puesto terminó la canción.

## Letra
La canción es una balada, en la que el intérprete canta acerca de la tragedia de la gente perdida en el pasado, y espera por la felicidad que pasó.

## Historial de lanzamiento
| Región   | Fecha | Formato                                        | Discográfica   | Ref.   |
| -------- | ----- | ---------------------------------------------- | -------------- | ------ |
| Alemania | 1958  | Disco de vinilo 7", 45 RPM, mono               | Ariola Records | [ 2 ]  |
| Alemania | 1960  | EP                                             | Ariola Records | [ 9 ]  |
| Alemania | 1979  | Disco de vinilo 7", 45 RPM, estéreo, reedición | Ariola Records | [ 10 ] |
| Alemania | -     | EP                                             | Ariola Records | [ 11 ] |